# Monochrome
Monochrome – piąty album studyjny południowokoreańskiej piosenkarki Lee Hyori. Został wydany 21 maja 2013 roku, przez B2M Entertainment i dystrybuowany przez CJ E&M, w wersji CD oraz cyfrowej.

## Lista utworów
CD
| 1.  | Holly Jolly Bus (featuring Soonshim the Dog)                 | 3:05  |
|     |                                                              |       |
| 2.  | Miss Korea (미스코리아; Miseukoria)                          | 3:55  |
|     |                                                              |       |
| 3.  | Love Radar (featuring Beenzino of Jazzyfact)                 | 4:07  |
|     |                                                              |       |
| 4.  | Bad Girls                                                    | 3:27  |
|     |                                                              |       |
| 5.  | I Hate Myself (내가 미워요; Naega Miwoyo)                    | 3:28  |
|     |                                                              |       |
| 6.  | Bounced Checks of Love (사랑의 부도수표; Sarangui Budosupyo) | 2:29  |
|     |                                                              |       |
| 7.  | Full Moon                                                    | 3:11  |
|     |                                                              |       |
| 8.  | Trust Me                                                     | 3:19  |
|     |                                                              |       |
| 9.  | Special                                                      | 3:40  |
|     |                                                              |       |
| 10. | Amor Mio (duet with Park Ji-yong of Honey G)                 | 4:00  |
|     |                                                              |       |
| 11. | Somebody (누군가; Nugunga)                                   | 3:34  |
|     |                                                              |       |
| 12. | Wouldn't Ask You (묻지 않을게요; Mudji Anheulgeyo)           | 2:25  |
|     |                                                              |       |
| 13. | Going Crazy" (미쳐; Michyeo, featuring Ahn Young-mi)         | 3:35  |
|     |                                                              |       |
| 14. | Show Show Show (쇼쇼쇼; Shyoshyoshyo)                        | 3:38  |
|     |                                                              |       |
| 15. | Better Together                                              | 3:50  |
|     |                                                              |       |
| 16. | Oars (노; No)                                                | 3:45  |
|     |                                                              |       |
|     |                                                              | 55:28 |
|     |                                                              |       |

## Promocja albumu
Hyori zorganizowała specjalny koncert zatytułowany "2HYORI SHOW" w KINTEX (Korea International Exhibition Center) 14 maja 2013 roku. Koncert został wyemitowany w stacji Mnet w dniu 22 maja 2013 roku.
Hyori zaczęła promować swój album w różnych programach muzycznych, począwszy od 24 maja 2013 roku w programie Music Bank, Show! Music Core, M Countdown i Inkigayo. Hyori wystąpiła również w programie Dancing with the Stars z piosenką "Full Moon".
W programie You Hee-yeol's Sketchbook Hyori wykonała piosenki "Miss Korea", "Show Show Show", "Bad Girls" wraz z wcześniejszymi przebojami "10 minut", "Chitty Chitty Bang Bang" i "U-Go-Girl".
Hyori promowała również album, wykonując rockową aranżację utworu "Bad Girls" z udziałem Ahn Young-mi i Kim Seul-gie, w 2013 roku na Mnet 20's Choice Awards.

## Pozostałe informacje
Album "Monochrome" zawiera w sumie szesnaście utworów, w tym główny singiel "Bad Girls", autorski utwór "Miss Korea" oraz "Show Show Show", cover "No No No" oryginalnie wykonany przez niemiecki girlsband Monrose. Specjalne wydanie albumu obejmuje książkę fotograficzną i było dostępne w przedsprzedaży od 9 maja 2013 roku w pierwszych 5 000 egzemplarzy.

Hyori powróciła jako piosenkarka dzięki sukcesowi "Monochrome", zdobywając nagrodę dla Najlepszego Żeńskiego Artysty w 2013 roku Mnet Asian Music Awards (MAMA).

## Nagrody
- 2013
  - 15th Mnet Asian Music Awards - Best Female Artist - Lee Hyori

### Nagrody w programie muzycznym
- 2 czerwca 2013 r.
  - Inkigayo (SBS) za piosenkę "Bad Girls"
- 7 czerwca 2013 r.
  - Music Bank (KBS2) za piosenkę "Bad Girls"
- 12 czerwca 2013 r.
  - Show Champion (MBC Music) za piosenkę "Bad Girls"
- 13 czerwca 2013 r.
  - M Countdown (Mnet) za piosenkę "Bad Girls"

## Notowania
| Lista                    | Pozycja |
| ------------------------ | ------- |
| Gaon Weekly Album Chart  | 4       |
| Gaon Monthly Album Chart | 9       |
| Gaon Yearly Album Chart  | 84      |